# Imagination META
A META egy 32 bites többszálas mikroprocesszor, amelyet az Imagination Technologies Metagence Technologies Division részlege fejlesztett ki. A META első verzióját 2001-ben fejlesztették ki, ennek az eredménye volt a META-1 többszálú DSP (digitális jelprocesszor) mag, amely az audio-, rádió- és videófeldolgozást célozza. A META HTP mag-családot 2007-ben jelentették be, amely már a META-2 architektúrán alapul. A META architektúra RISC és DSP utasításokat tartalmaz az utasításkészletében, így lehetővé teszi egyetlen processzorral olyan összetett rendszerek felépítését, ami más architektúrákon több processzort igényelne. A META architektúráját több független hardveres szál támogatására tervezték, a processzorok egy és négy közötti szálat futtathatnak, amelyek tipikusan konkurens módon / párhuzamosan működnek a különálló feladatokon. Bár a processzorok megosztott feldolgozási erőforrásokat használnak, a végrehajtó egységek minden szálhoz fenntartanak egy helyi regiszterállapot-tárolót, egy végrehajtó futószalagot és egy programszámlálót (PC), a szálak állapotainak (kontextusának) tárolására.
A META család a Meta HTP alkalmazásprocesszorokból (400–700 MHz közötti órajelekkel, 65L–65G folyamatokkal gyártva), a META MTP beágyazott processzorokból és a Meta LTP beágyazott mikrovezérlőkből áll.
Az architektúrát a Linux kernel a 3.9-es verziótól kezdve támogatta.
2018 márciusában a LWN.net számítástechnikai webzine arról számolt be, hogy az Imagination Technologies a kevesebb figyelmet szentel a Metának, miután 2012-ben megvásárolta a MIPS Technologies-t. Ez ahhoz vezetett, hogy a Linux fejlesztői levelezési listákon javaslatot tettek az architektúra támogatásának eltávolítására a kernelből, ami 2018 júniusában, a Linux 4.17 kiadásával meg is történt.

## Fordítás
Ez a szócikk részben vagy egészben  az   Imagination META című angol Wikipédia-szócikk ezen változatának fordításán alapul.  Az eredeti cikk szerkesztőit annak laptörténete sorolja fel. Ez a jelzés csupán a megfogalmazás eredetét és a szerzői jogokat jelzi, nem szolgál a cikkben szereplő információk forrásmegjelöléseként.